# Zosin (powiat lubelski)
Zosin – wieś w Polsce położona w województwie lubelskim, w powiecie lubelskim, w gminie Bełżyce.
W latach 1975–1998 miejscowość należała administracyjnie do województwa lubelskiego.
Wieś stanowi sołectwo gminy Bełżyce. Według Narodowego Spisu Powszechnego z roku 2011 wieś liczyła 126 mieszkańców.

## Historia
Dawniej Zosinek – folwark w dobrach Matczyn, pod koniec XIX wieku utworzyła się nowa kolonia, z biegiem czasu przekształcona na  samodzielną wieś należąca do parafii Matczyn.
W latach 90. XX wieku doprowadzono do niej gazociąg oraz drogę z Jaroszewic.